# جاي أكوفون
جاي أكوفون (بالإنجليزية: Jay Acovone)‏ مواليد 20 أغسطس 1955 في الولايات المتحدة، هو ممثل أمريكي بدأ مسيرته الفنية سنة 1980. ظهر في مسلسل الجميلة والوحش وفيلم المبيد 3، كما أدى دور شخصية سال ماركانو في لعبة مافيا 3.

## روابط خارجية
- جاي أكوفون على موقع IMDb (الإنجليزية)
- جاي أكوفون على موقع ألو سيني (الفرنسية)
- جاي أكوفون على موقع تيرنر كلاسيك موفيز (الإنجليزية)
- جاي أكوفون على موقع أول موفي (الإنجليزية)
- جاي أكوفون على موقع قاعدة بيانات الأفلام السويدية (السويدية)
- جاي أكوفون على موقع قاعدة بيانات الفيلم (الإنجليزية)
- جاي أكوفون على موقع كينوبويسك (الروسية)